# Großeltern

Die Großmutter im Kreise ihrer Enkel (unbekannter Künstler, um 1860)

Großeltern bezeichnet die 2. Vorfahrengeneration einer Person: die Eltern von Vater und Mutter, zwei Großmütter und zwei Großväter, auch Großmama und Großpapa oder Oma und Opa genannt, verniedlichend Omi und Opi:
|            |            |            |            |            |            |       |       |           |           |           |           |                       |           |  |  |           |           |           |           |           |           |        |        |            |            |            |            |            |            |
|            |            |            |            |            |            |       |       |           |           |           |           |                       |           |  |  |           |           |           |           |           |           |        |        |            |            |            |            |            |            |
| Großmutter | Großmutter | Großmutter | Großmutter | Großmutter | Großmutter |       |       | Großvater | Großvater | Großvater | Großvater | Großvater             | Großvater |  |  | Großvater | Großvater | Großvater | Großvater | Großvater | Großvater |        |        | Großmutter | Großmutter | Großmutter | Großmutter | Großmutter | Großmutter |
| Großmutter | Großmutter | Großmutter | Großmutter | Großmutter | Großmutter |       |       | Großvater | Großvater | Großvater | Großvater | Großvater             | Großvater |  |  | Großvater | Großvater | Großvater | Großvater | Großvater | Großvater |        |        | Großmutter | Großmutter | Großmutter | Großmutter | Großmutter | Großmutter |
|            |            |            |            |            |            |       |       |           |           |           |           |                       |           |  |  |           |           |           |           |           |           |        |        |            |            |            |            |            |            |
|            |            |            |            | Vater      | Vater      | Vater | Vater | Vater     | Vater     |           |           |                       |           |  |  |           |           |           |           | Mutter    | Mutter    | Mutter | Mutter | Mutter     | Mutter     |            |            |            |            |
|            |            |            |            | Vater      | Vater      | Vater | Vater | Vater     | Vater     |           |           |                       |           |  |  |           |           |           |           | Mutter    | Mutter    | Mutter | Mutter | Mutter     | Mutter     |            |            |            |            |
|            |            |            |            |            |            |       |       |           |           |           |           | Person (Ego, Proband) |           |  |  |           |           |           |           |           |           |        |        |            |            |            |            |            |            |

Die Person ihrerseits ist ein Enkelkind (regional: Großkind) dieser Großeltern, zwischen ihnen liegt ein Abstand von 2 Generationen (kenntlich gemacht durch die Vorsilbe Groß-). Rechtlich gesehen sind Großeltern Verwandte zweiten Grades (zwei „vermittelnde Geburten“). Sobald eine Person eigene Kinder und Kindeskinder (Enkel) hat, ist sie selber ein Großelternteil. Die Großeltern werden in vater- und in mutterseitig unterschieden (patrilaterale und matrilaterale Verwandtschaft).
Alle Großeltern, Eltern, Kinder und Enkel einer Person sind in direkter, „gerader Linie“ miteinander verwandt, weil die einen von den anderen biologisch abstammen (Blutsverwandtschaft), oder weil sie rechtlich anerkannt wurden (Adoption, Vaterschaftsanerkennung, Geburt nach fremder Eizellspende).
Neben den genetisch verwandten Großeltern gibt es auch Stiefgroßeltern und soziale Großeltern, beispielsweise die Pflegeeltern eines Elternteils, oder ein in Freundeskreis oder Nachbarschaft selbst ausgesuchter Nenn-Opa oder eine Nenn-Oma (Wahlverwandtschaft), oder eine berufliche „Leihoma“ als Betreuerin (siehe unten zur sozialen Großelternschaft). Ein Stiefgroßvater oder eine Stiefgroßmutter kann der Stiefelternteil eines Elternteils sein oder ein Elternteil eines Stiefelternteils oder ein Stiefelternteil eines Stiefelternteils.
Eine Person hat weniger als 4 Großeltern, wenn ihre Eltern (Halb-)Geschwister sind (siehe auch Geschwisterheirat, Ahnenschwund) – oder mehr als 4 im Falle einer Adoption, weil es dann neben den biologischen noch andere rechtliche Großeltern gibt.
Die Eltern der Großeltern sind die Urgroßeltern (siehe Generationsbezeichnungen), die Geschwister von Oma oder Opa sind Großtanten und Großonkel. Andere Kinder der vier Großeltern sind Onkel und Tanten, Geschwister der eigenen Eltern.

Abfolge von drei Generationen auf einer traditionellen Ahnentafel

## Bezeichnungen

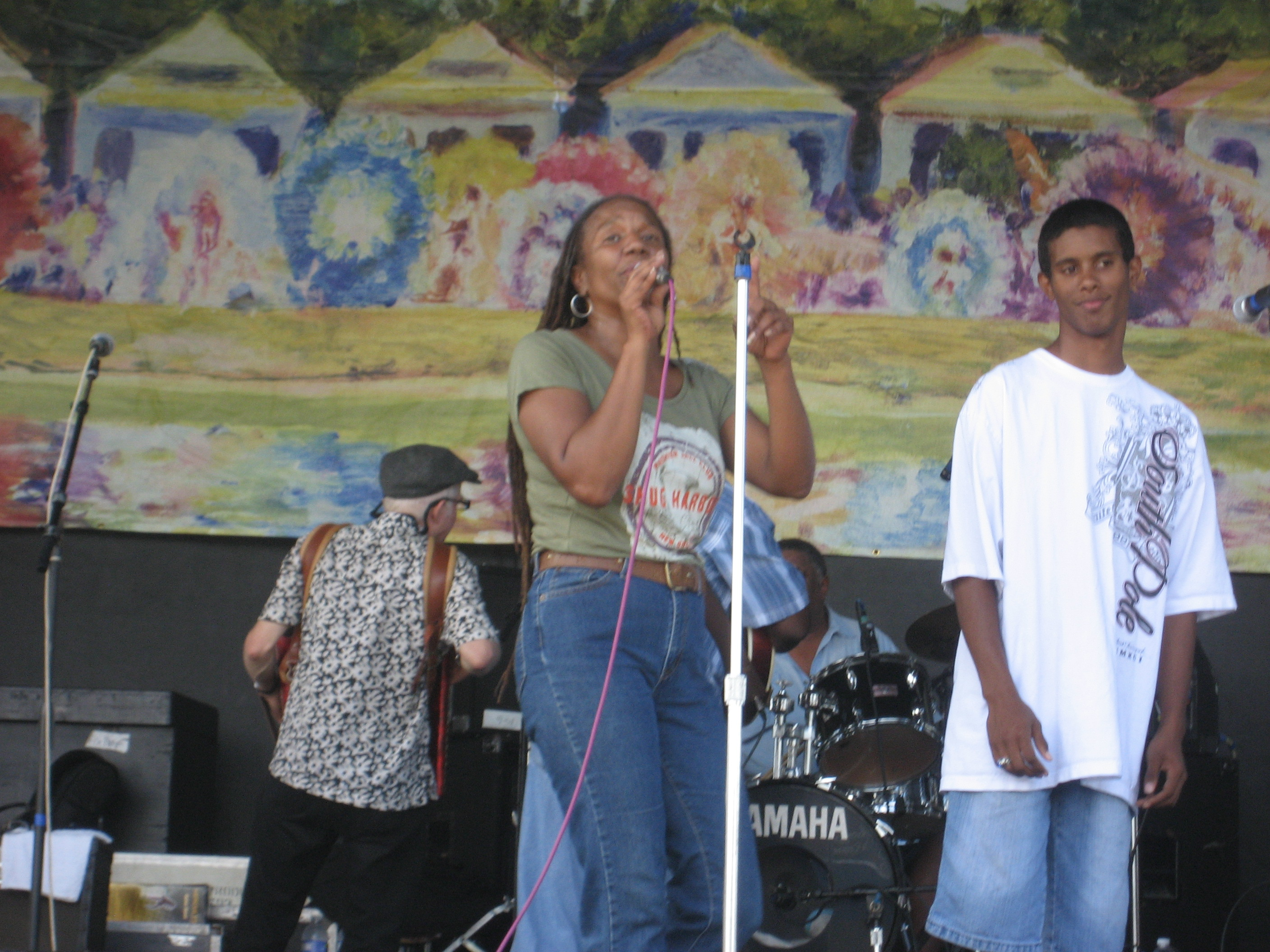
Die Sängerin Charmiane Neville mit ihrem Enkel (Konzert in New Orleans 2009)

Die Worte Großvater und Großmutter sind Entsprechungen zum französischen grand père und grand mère; sie haben die früheren Bezeichnungen Ahne, Ahnl oder Ähnl verdrängt, die im alpinen deutschen Sprachraum noch üblich sind. Im süddeutschen Sprachraum ist Omama und Opapa gebräuchlich, auf Luxemburgisch Boma und Bopa. Mit dem „O“ oder dem „A“ (Ä) als Abkürzung für ehemals alder, elder, older sind der „ältere“ Papa und die „ältere“ Mama gemeint.
Im Schweizerdeutschen waren in der ersten Hälfte des 20. Jahrhunderts Grossmueter und Grossvatter am gebräuchlichsten (Schweizer Schreibweise mit Doppel-s), im Bernbiet wurde der Großvater als Grosätti und Groosatt bezeichnet. Heute werden Grossmami oder Grosi und Grosspapi häufiger gebraucht als früher. Durch den Einfluss aus Deutschland sind Oma und Opa auf dem Vormarsch. In Graubünden und im Süden des Kantons St. Gallen, wo früher Rätoromanisch gesprochen wurde, werden nach wie vor die Großmütter als Aani oder Naani und die Großväter als Eni oder Neni bezeichnet.
Im Niederdeutschen sind auch die Bezeichnungen Ellermutter (Eldermutter) für die Großmutter sowie Eldervater für den Großvater üblich. Ellermutter wurde auch außerhalb des niederdeutschen Sprachraums durch das Grimmsche Märchen Der Teufel mit den drei goldenen Haaren bekannt.
In manchen Sprachen, beispielsweise dem Hochchinesischen, Dänischen und Schwedischen, gibt es unterschiedliche Bezeichnungen für die Großeltern väterlicher- und mütterlicherseits. In Dänemark und Schweden heißen die Mutter und der Vater der Mutter mormor (Muttermutter; Mutter der Mutter) bzw. morfar (Muttervater; Vater der Mutter), die Mutter und der Vater des Vaters farmor (Vatermutter; Mutter des Vaters) bzw. farfar (Vatervater; Vater des Vaters).

Soziale Großelternschaft
Die Benennung als Oma oder Opa benutzen Kinder bisweilen auch umgangssprachlich für nicht verwandte ältere Personen (Nenn-Oma oder Nenn-Opa als Wahlverwandtschaft). Eine „Leihoma“ ist eine ältere Frau, die gegen Bezahlung zeitweilig Kinder anderer Familien betreut und mit ihnen Aktivitäten ausübt, wie es normalerweise eine Großmutter tut (siehe auch Pflegeeltern); zu ihrer Vermittlung gibt es Leihoma-Agenturen. Die österreichische Fernsehserie Der Leihopa erzählte bereits in den 1980ern Geschichten einer Omaagentur. Vor allem für rein ehrenamtlich Tätige ist auch die Bezeichnung Patenoma/Patenopa (Patengroßeltern) verbreitet.

## Soziale Rolle von Großeltern

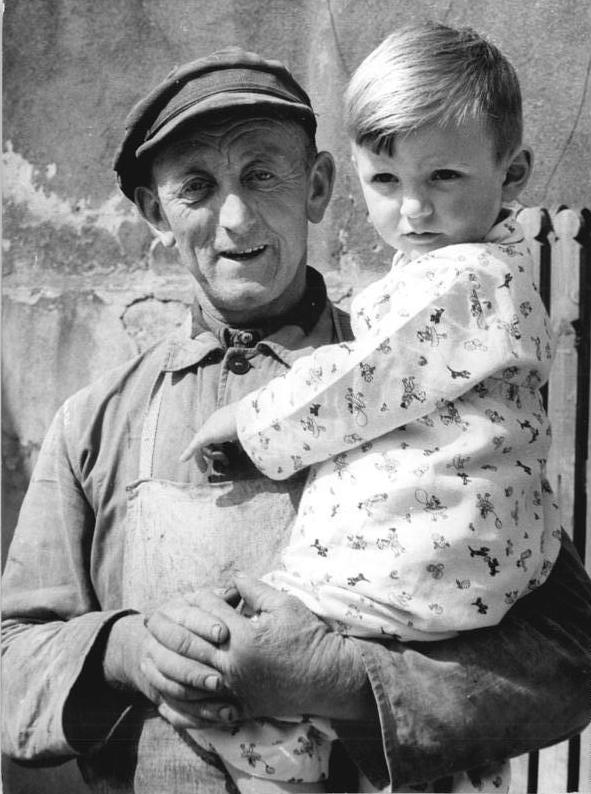
Ein Landwirt mit seinem Enkelkind (Propagandabild der DDR 1957, Bundesarchiv)

Untersuchungen zeigten verschiedene Formen der Großelternschaft auf, die vom Geschlecht der Großeltern, von der räumlichen Distanz, vom Alter der Enkelkinder, von Krisensituationen wie etwa einer Scheidung der Eltern sowie von der Einstellung der Eltern zu den Großeltern abhängen.

### Engagement bei der Betreuung der Enkel
Großeltern spielen bei der Erziehung und Beaufsichtigung der Enkel in vielen Kulturen eine wichtige Rolle. Da in den Industrienationen eine längere Lebenszeit von Individuen sowie ein Geburtenrückgang und damit ein zunehmender Anteil älterer Personen an der Gesamtbevölkerung zu beobachten ist, ist die Untersuchung der Rolle von Großeltern bei der Kindererziehung zunehmend von Interesse. Tendenziell bieten Großeltern mütterlicherseits größere Unterstützung, und ein geringer geografischer Abstand geht meist mit größerer Unterstützung durch die Großeltern einher. Mehrere Studien belegen eine positive Wirkung der Betreuung durch Großeltern auf den Spracherwerb der Enkel.

Großeltern leisten insbesondere in Krisenzeiten wie Arbeitslosigkeit, Unfällen oder chronischer Krankheit wichtige Unterstützung durch praktische Hilfe und emotionale Zuwendung. Stehen Eltern nicht mehr zur Erziehung ihrer Kinder zur Verfügung, sind unten den verwandten Pflegeeltern am häufigsten Großeltern zu finden. 

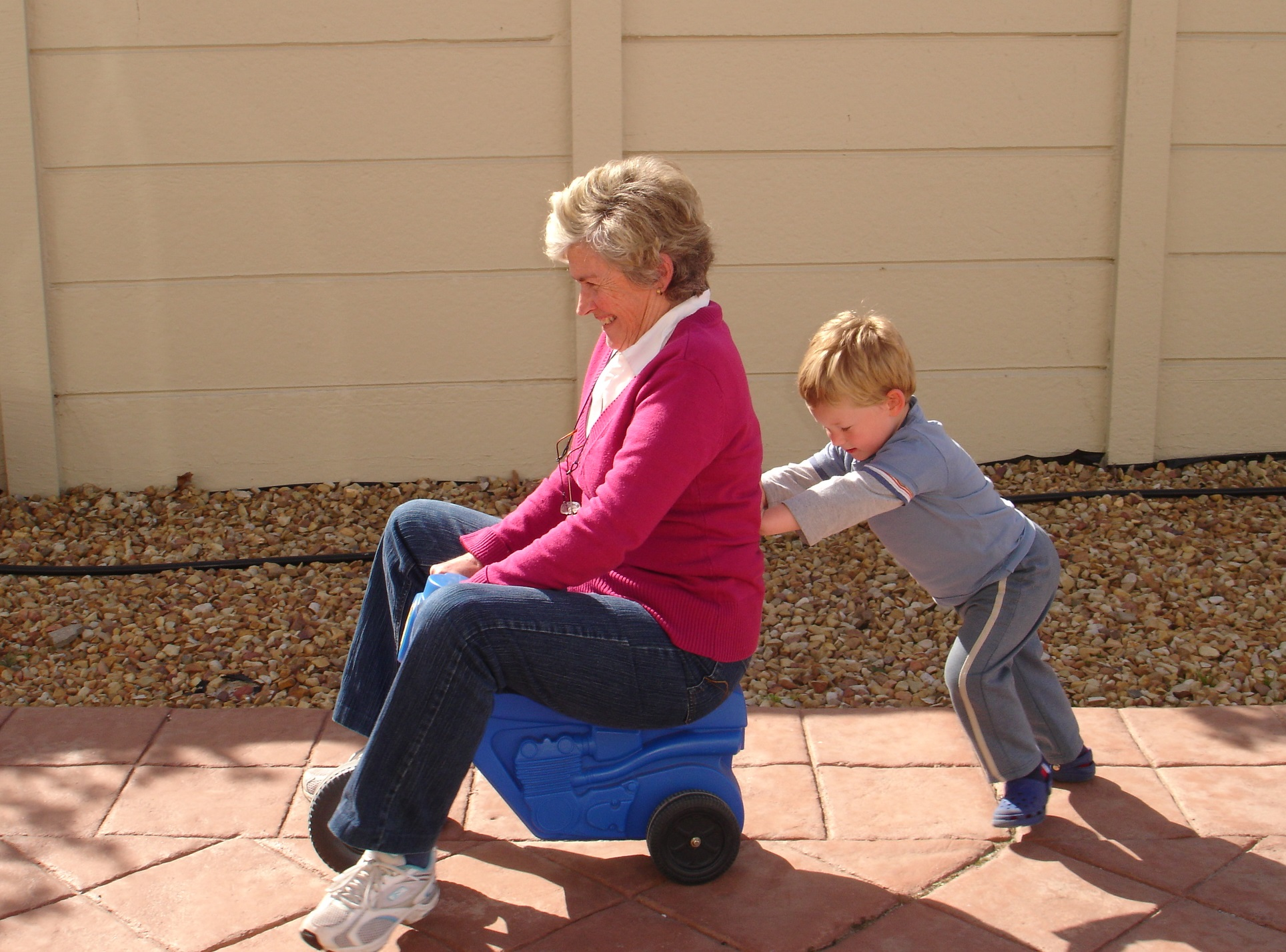
Oma spielt mit ihrem Enkel

 Besonders Alleinerziehenden stehen Großeltern zur Seite. Daten des Survey of Health Ageing and Retirement 2010 aus 16 Staaten belegen, dass Alleinerziehende von ihren Eltern eine zeitlich intensivere Unterstützung bei der Kinderbetreuung erhalten als Elternpaare. Auch in der Unterstützung von Eltern behinderter Kinder gilt die Rolle der Großeltern als sehr wichtig. In Einzelfällen wird bezüglich der Großeltern von behinderten Kinder festgestellt, dass die Eltern den Einfluss der Großeltern als Einmischung oder als allzu große Besorgtheit empfinden oder meinen, die Großeltern würden den Schwierigkeiten der Eltern zu wenig Verständnis entgegenbringen. Die Gesellschaft biete Großeltern oft wenig Hilfe bei der Erfüllung ihrer Rolle.
Vorwiegend sind es Großeltern aus der Mittel- und Oberschicht, die sich in dieser Form als „aktive Großeltern“ engagieren. Nach einer Studie des Deutschen Jugendinstituts 2018 hängt die Häufigkeit des Kontakts zu den Eltern auch vom Alter und vom Familienstand ab: Jüngere Großeltern haben häufiger mindestens wöchentliche Kontakte zu ihren Enkeln als ältere (Großeltern im Alter von 40 bis 54 Jahren: 84 %; 55- bis 69-jährige Großeltern: 79 %; ältere: 61 %) und Großeltern in Paarbeziehungen sehen ihre Enkel häufiger als alleinstehende Großeltern, wobei dies vor allem auf Großväter zutrifft.:35

#### Deutschland
Laut 2002 veröffentlichten Ergebnissen einer Umfrage des Deutschen Zentrums für Altersfragen (DZA), betreut fast jeder fünfte Deutsche im Alter zwischen 40 und 85 Jahren regelmäßig seine Enkelkinder. (Siehe hierzu auch: Elternhauserziehung in Deutschland#Elternhaussituation.)
Als Großelternzeit steht berufstätigen Großeltern unter bestimmten Umständen ein gesetzlicher Anspruch auf Arbeitsfreistellung zur Betreuung der Enkel zu.
Eine Betreuung durch Großeltern wird durch das Jugendamt nicht, oder nur eingeschränkt, unterstützt; die Kosten der Betreuung können aber samt Fahrtkosten unter Umständen steuerlich als Kinderbetreuungskosten geltend gemacht werden.
Betreuen Großeltern (oder eine andere Person) ein Kind unter drei Jahren, das keine Tageseinrichtung besucht und nicht im Rahmen einer Kindertagespflege betreut wird, so haben die Eltern – innerhalb bestimmter zeitlicher Grenzen – Anspruch auf das Betreuungsgeld.
Innerhalb der Familie unterstützt die ältere Generation die nachfolgenden Generationen durch Betreuung der Enkel und durch Schenkungen. In der Mittelschicht beteiligen sich Großeltern teils auch der Finanzierung der Bildung für ihre Enkel, etwa an den Kosten für Privatschulen, Auslandsaufenthalte oder Exzellenzuniversitäten.
Seit der Kindschaftsrechtsreform vom 1. Juli 1998 haben Großeltern aufgrund von § 1685 BGB ein Recht auf Umgang mit den Enkelkindern, sofern gerichtlich festgestellt wird, dass dies dem Kindeswohl dient. Es wird davon ausgegangen, dass es gut und für das Kind förderlich ist, wenn bestehende zwischenmenschliche Beziehungen fortgesetzt werden, und es besteht eine gesetzliche Vermutung, dass der Umgang des Kinds mit den eigenen Eltern dem Kindeswohl dient. Diese Vermutung kann jedoch widerlegt sein, wenn das Kind aufgrund bestehender Konflikte zwischen Eltern und Großeltern in einen erheblichen Loyalitätskonflikt gerät. So stellte der BGH 2017 in einem Urteil fest: „Der Umgang der Großeltern mit dem Kind dient regelmäßig nicht seinem Wohl, wenn die – einen solchen Umgang ablehnenden – Eltern und die Großeltern so zerstritten sind, dass das Kind bei einem Umgang in einen Loyalitätskonflikt geriete“. Der Koalitionsvertrag für die 20. Legislaturperiode sieht vor, Kindern ein eigenes Recht auf Umgang mit den Großeltern und Geschwistern zu geben.

#### Schweiz
Einer Umfrage aus der Schweiz zufolge entspricht liegt der Umfang des familiären Arbeitsvolumens von Großeltern bei ungefähr 100 Millionen Stunden jährlich und liegt damit deutlich über jenem aller Schweizer Primarlehrkräfte. Die Beziehungen sind geprägt durch „Kameradschaftlichkeit, gemeinsame emotional befriedigende Aktivitäten und freiwillige gegenseitige Hilfeleistungen“.

#### Vereinigte Staaten
In den Vereinigten Staaten waren 1995 die Hälfte aller Großeltern unter 60 Jahre und ein Viertel unter 55 Jahre alt. Von 1970 bis 1997 war dort ein deutlicher Anstieg der Haushalte mit einem Großelternteil als Haushaltsvorstand zu verzeichnen. Von diesen Haushalten waren 1997 zwei Drittel Drei-Generationen-Haushalte. Im übrigen Drittel wohnte kein Elternteil; dies stand oft im Zusammenhang mit Scheidung, Drogenabhängigkeit, psychischer Erkrankung, Gefängnisstrafe oder Tod der Eltern. Studien zeigen, dass Großeltern es als belastend erleben, wenn sie in solchen Fällen die volle Erziehungsverantwortung für ihre Enkel übernehmen müssen.
Tagsüber werden in den Vereinigten Staaten 16 % aller Vorschulkinder bei ihren Großeltern betreut.

#### Weitere Länder
Im Rahmen des Survey of Health, Ageing and Retirement in Europe (SHARE) wurden Personen über 50 Jahre, die Enkelkinder unter 15 Jahren hatten, in elf europäischen Staaten und in Israel befragt, inwieweit sie Enkel betreuen. Über 60 % der befragten Großmütter und knapp die Hälfte der befragten Großväter hatten im vorangehenden Jahr mindestens einmal ein Enkelkind betreut. Nach Ergebnissen einer Studie, die unter anderem das Vienna Institute of Demography (VID) veranstaltete, betreuen Großeltern in nordeuropäischen Ländern im Allgemeinen nur gelegentlich – während Kinder in südeuropäischen Ländern regelmäßig in der Woche durch die Großeltern beaufsichtigt werden. Diese internationale Variation steht nachweislich mit dem Angebot an Betreuungsplätzen für (Klein-)Kinder im Zusammenhang: Wo es quantitativ ausreichend und qualitativ hochwertige staatliche Kinderbetreuung gibt, betreuen Großeltern ihre Enkelkinder gelegentlich. Wo diese aber fehlen, betreuen Großeltern die (Enkel-)Kinder regelmäßig und zeitintensiv.
In afrikanischen und karibischen Staaten leben viele Kinder bei ihren Großeltern. Der Grund dafür liegt oft darin, dass die Eltern zur Ausübung ihrer Erwerbstätigkeit in eine weit entfernte Stadt ziehen oder aber aufgrund einer AIDS-Erkrankung (bzw. eines dadurch verursachten Todes) ihren Elternpflichten nicht mehr nachkommen können. Laut Daten aus neun afrikanischen Ländern steigt in Ländern mit einer großen HIV-Häufigkeit die Wahrscheinlichkeit, dass Kinder von ihren Großeltern erzogen werden. Auch im lateinamerikanischen, asiatischen und karibischen Raum wird von hohen Raten von Vollwaisen berichtet, die mit ihren Großeltern zusammenleben. In Thailand und Südafrika betrifft das etwa die Hälfte der AIDS-Waisen.

### Beziehungen zwischen Großeltern und Enkeln
Bei einer Untersuchung in der Schweiz bezeichneten über 90 % der befragten Enkel und Großeltern die Beziehung untereinander als wichtig. Die Mehrheit der Enkel charakterisierte ihre Großeltern als liebevoll und großzügig, eine Minderheit als streng und ungeduldig. Als besonders wertvoll wurde genannt, dass Großeltern für ihre Enkel da waren, ihnen zuhörten und Zeit für sie hatten. Die Befragung der Enkel ergab, dass für eine lebendige Beziehung eine relativ gute körperliche und psychische Gesundheit der Großeltern erforderlich ist und dass diese wichtiger ist als ihr tatsächliches Alter.
Ende der 1980er zeigten Untersuchungen an etwa 400 Großeltern, Eltern und Enkelkindern aller Altersgruppen, dass für die Zufriedenheit mit der Großeltern-Enkel-Beziehung und die Intensität dieser Beziehung weniger die Häufigkeit der Kontakte an sich als vielmehr genügender Kontakt unter vier Augen ausschlaggebend war. Als wichtige positive Faktoren wurden vor allem die emotionale Unterstützung einschließlich Schmusen und vertrauensvoller Gespräche, der fehlende Leistungsdruck, der fehlende Erziehungsauftrag, die verfügbare Zeit und die uneingeschränkte Akzeptanz der Enkel hervorgehoben.
Peter Schwob behauptete 1988, dass die Großeltern im familiären Geschehen die Funktion einer „Quadrangulation“ wahrnehmen, der Einbeziehung einer vierten Person in das Beziehungsgeflecht Vater–Mutter–Kind, in Analogie zur Funktion der „Triangulation“ durch den Vater in Bezug auf die Mutter-Kind-Beziehung. Sie helfe dem Enkel, sich von den Eltern zu lösen, und lasse ihn gleichzeitig erkennen, dass dies nicht die Auflösung familialer Bindungen bedeutet muss. Zugleich ermögliche sie dem Enkel, die Rolle der Eltern zu relativieren.
Zugleich haben die Eltern des Enkels eine Art Wächterfunktion: Sie üben auf die Art und Intensität der Beziehung der Großeltern zu den Enkeln einen starken Einfluss aus.
In der Pubertät sind die Beziehungen zwischen Enkeln und ihren Großeltern oft nicht den gleichen Schwankungen und Konflikten unterworfen wie die Eltern-Kind-Beziehungen. Großeltern sind in dieser Zeit teils besonders wichtige Bezugspersonen für ihre Enkel. Nach einer Studie des Deutschen Jugendinstituts 2018 wollen Jugendliche von ihren Großeltern ernst genommen werden, mit ihnen aber nicht über intime Themen des Heranwachsens sprechen.:13
Großeltern ermöglichen ihren Enkeln einen Blick auf die Familiengeschichte und dienen häufig als Vorbild.
Leben die Großeltern im Ausland, kommt es in der Regel trotz der Bedeutung, die der Beziehung zugemessen wird, nur zu wenig Kontakten und gemeinsamen Aktivitäten. Sie finden in diesem Fall vor allem in Form digitaler Kommunikation, Besuche oder Urlaube statt. Vor allem Enkelkinder aus Migrationsfamilien wünschen sich häufigere Kontakte zu ihren Großeltern.:15/16
Rechtliches
Adoptivkinder sind leiblichen Kindern gleichgestellt und haben somit rechtlich denselben Verwandtschaftsgrad zu deren Großeltern.
Großeltern haben in vielen Staaten, beispielsweise in den USA, kein eigenes Besuchsrecht ihrer Enkelkinder. So können die Eltern ihren Eltern den Kontakt zu ihren Kindern verweigern, beispielsweise wenn sich die Eltern scheiden lassen oder bei Konflikten zwischen den Eltern und Großeltern. Allerdings ist eine Berücksichtigung des Kindeswohls vorgesehen.
Leben Enkel und Großeltern in verschiedenen Staaten, können dem Engagement der Großeltern enge Grenzen gesetzt sein, da in der Regel ihre Verwandtschaftsbeziehung kein Recht auf Familiennachzug begründet. Beispielsweise kommt in Deutschland nach den Allgemeinen Verwaltungsvorschriften zum Aufenthaltsgesetz ein Nachzug von minderjährigen Enkeln zu einem Großelternteil „nur in Betracht, wenn sie Vollwaisen sind […] oder wenn die Eltern nachweislich auf Dauer nicht mehr in der Lage sind, die Personensorge auszuüben (z. B. wegen einer Pflegebedürftigkeit).“

### Rollenerwartungen
Aufgrund der längeren Lebenserwartung von Frauen sind Mütter und Großmütter länger präsent als Väter
und Großväter, wodurch sich in der zweiten Lebenshälfte eine „Feminisierung familialer Generationenbeziehungen“ ergibt.
Großelternschaft, insbesondere Großmutterschaft, ist eine heute positiv besetzte, zugleich aber stark durch Stereotype geprägte familiale Altersrolle. Zugleich sind Großeltern in der sozialen Realität oft auf ein deutlich abgesteckte „Feiertagsdasein“ mit beschränkten Kompetenzen festgelegt, wodurch einer eventuellen Konkurrenzsituation zur Mutter entgegengewirkt wird. Es besteht ein Leitbild einer „liebe- und verständnisvollen Großmutter“, wobei die bürgerliche Vorstellung zugleich auf eine asexuelle und eher duldsame Person weist (zur Rolle der Großmutter siehe auch Großmutter-Hypothese).

## Evolutionäre Vorteile der mutterseitigen Großmutter
Studien über die Rolle der Großmutter in der Geschichte der Menschheit zeigen durchgehend einen positiven Einfluss auf die Existenzbedingungen der Familie, etwa in Form einer Verbesserung der Ernährungs- und Betreuungssituation der Kinder oder der Verringerung der Sterblichkeit bei Neugeborenen; diese Unterstützung führte oft zu einer größeren Anzahl von Schwangerschaften der Mütter. Großmüttern wird aufgrund solcher Beobachtungen eine Rolle bei der evolutionsgenetischen Entwicklung der Menschheit zugesprochen. Jedoch treffen diese Beobachtungen überwiegend nur auf die Mütter der Mutter des Kindes zu: Die mutterseitige Großmutter bewirkt einen erheblichen Überlebensvorteil für die Kinder, sei es bei der Familie wohnend oder diese öfters besuchend. Eckart Voland und Jan Beise vom Max-Planck-Institut für demografische Forschung haben Bevölkerungsdaten aus dem 18. und 19. Jahrhundert analysiert; danach ist eine Großmutter für die Enkel durchaus ein Segen, solange sie die Mutter der Mutter ist. Ist sie aber die Mutter des Vaters, dann haben die Enkel in ihrem ersten Lebensjahr außergewöhnlich schlechte Überlebenschancen.
Die Großväter haben im Allgemeinen keine fördernde Bedeutung für das Überleben ihrer jungen Enkelkinder; in patrilinearen Familien (Abstammung nach der Väterlinie) fördert der Vater des Vaters zwar den erstgeborenen Enkelsohn, dies schränkt aber die Überlebensmöglichkeiten der übrigen Enkel ein.

## Großeltern in Kultur, Literatur und Kunst
Die Odyssee (8. Jhd. v. Chr.) schildert mit der Figurenkonstellation Laertes / Odysseus / Telemachos beispielhaft das Verhältnis zwischen Großvater, Sohn und Enkel in der Spätbronzezeit bzw. frühen Eisenzeit. 
In der Bibel werden Großeltern nur an drei Stellen kurz erwähnt.
Nach dem Historiker Erhard Chvojka (2003) entstand die moderne Ikonografie von Großeltern, die das Leben ihrer Enkelkinder liebevoll begleiten, erst im 18. Jahrhundert mit der Herausbildung der bürgerlichen Gesellschaft. Vor dieser Zeit sei das Zusammenleben der Enkel mit den Großeltern („Mehrgenerationenfamilie“) höchstens in Bauernfamilien verbreitet, so dass selbst das enge Kennenlernen der Großeltern bis zu einem gewissen Grade eine Erscheinung der Moderne sei.
Die einzige Arbeit, in der William Shakespeare ein Großvater-Enkel-Paar auf die Bühne treten lässt, ist seine frühe Römertragödie Titus Andronicus (1594). In seinem späteren Werk sind Bezüge auf Großeltern regelmäßig rein genealogischer oder sprichwörtlicher Natur.

Großeltern mit Enkeln auf Gemälden
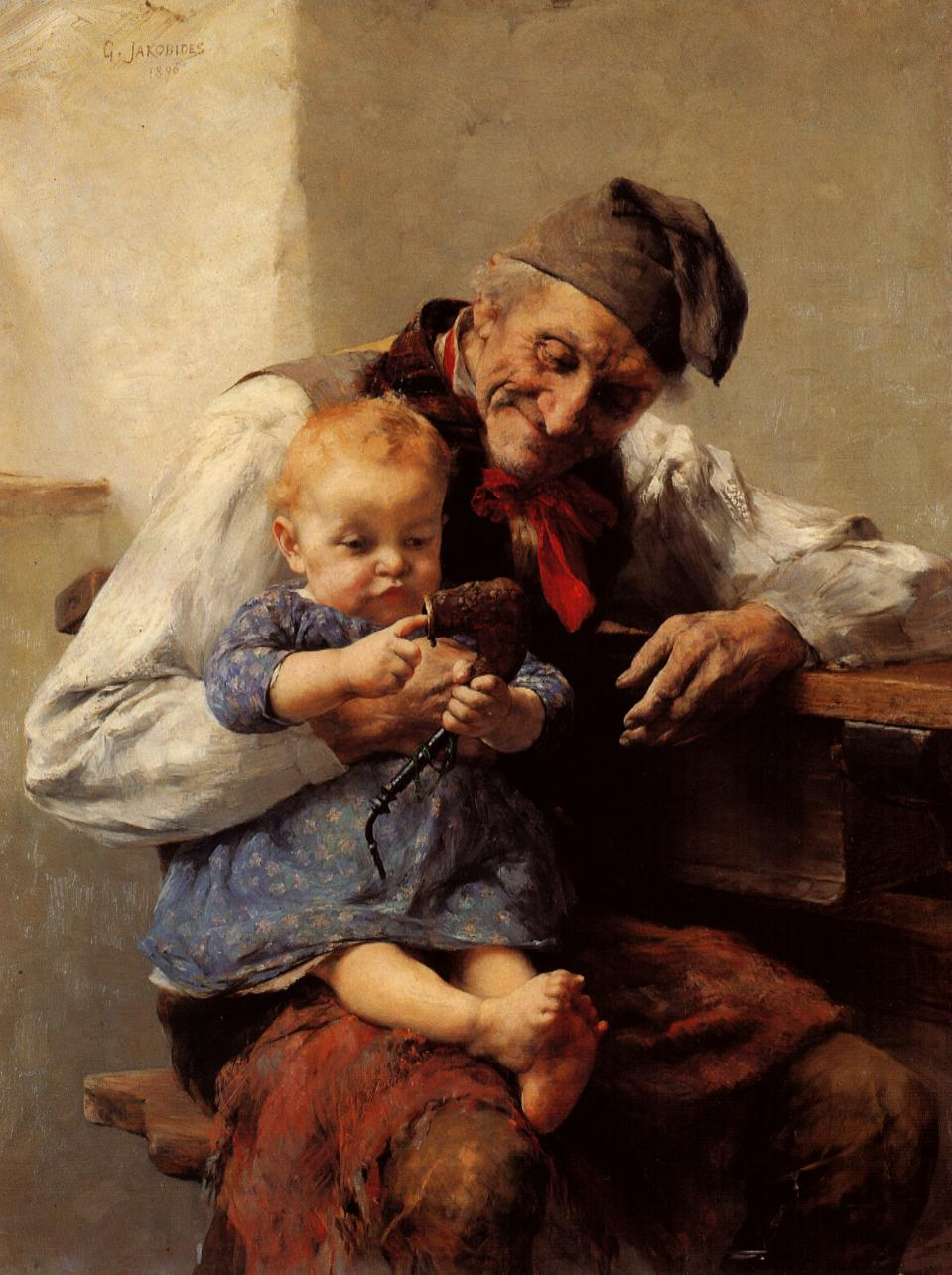
Der Liebling (Großvater mit Enkelsohn, Gemälde des griechischen Malers Georgios Jakobides 1890)
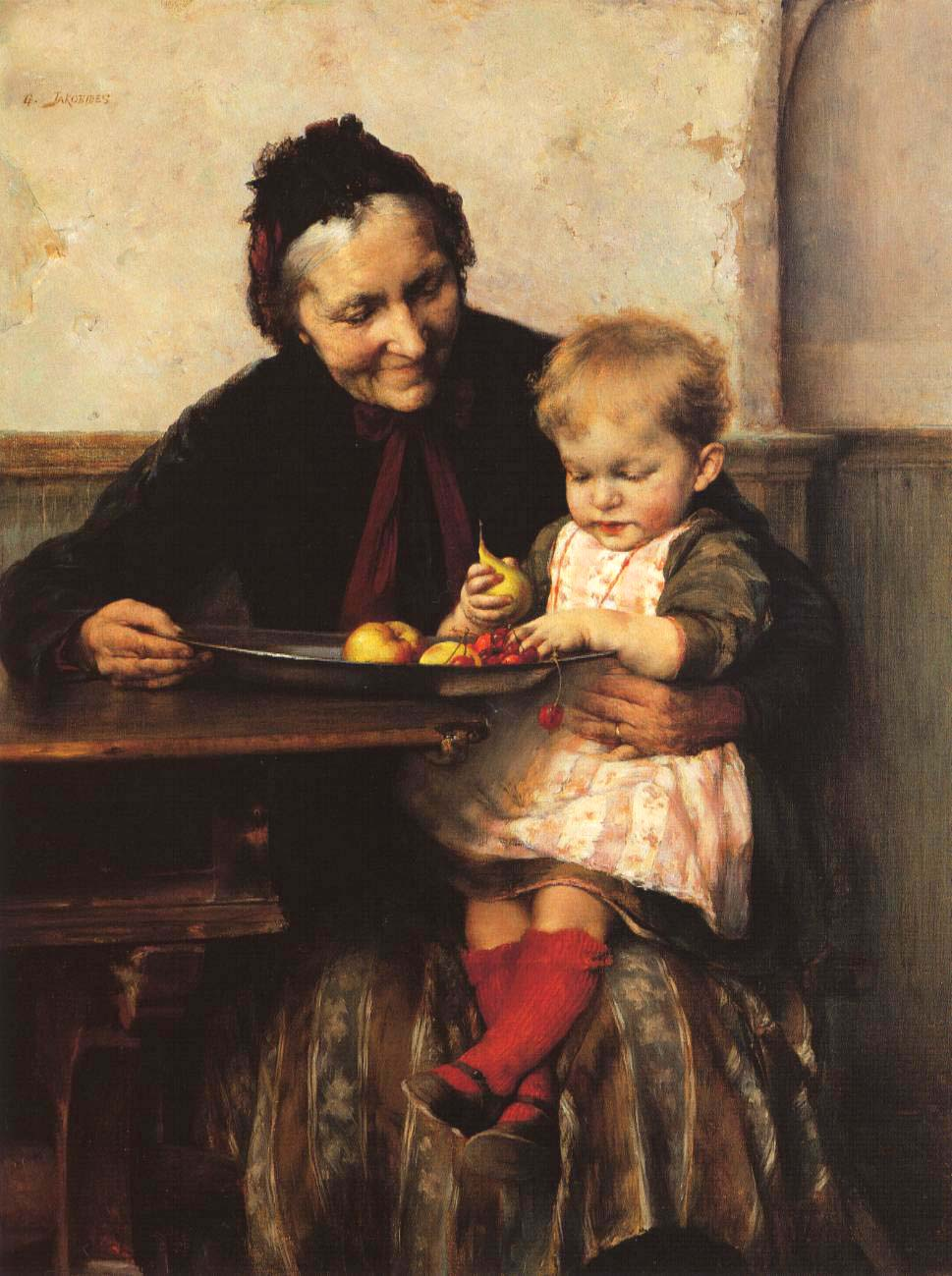
Großmamas Liebling (Großmutter mit Enkelsohn, Gemälde des griechischen Malers Georgios Jakobides 1890)
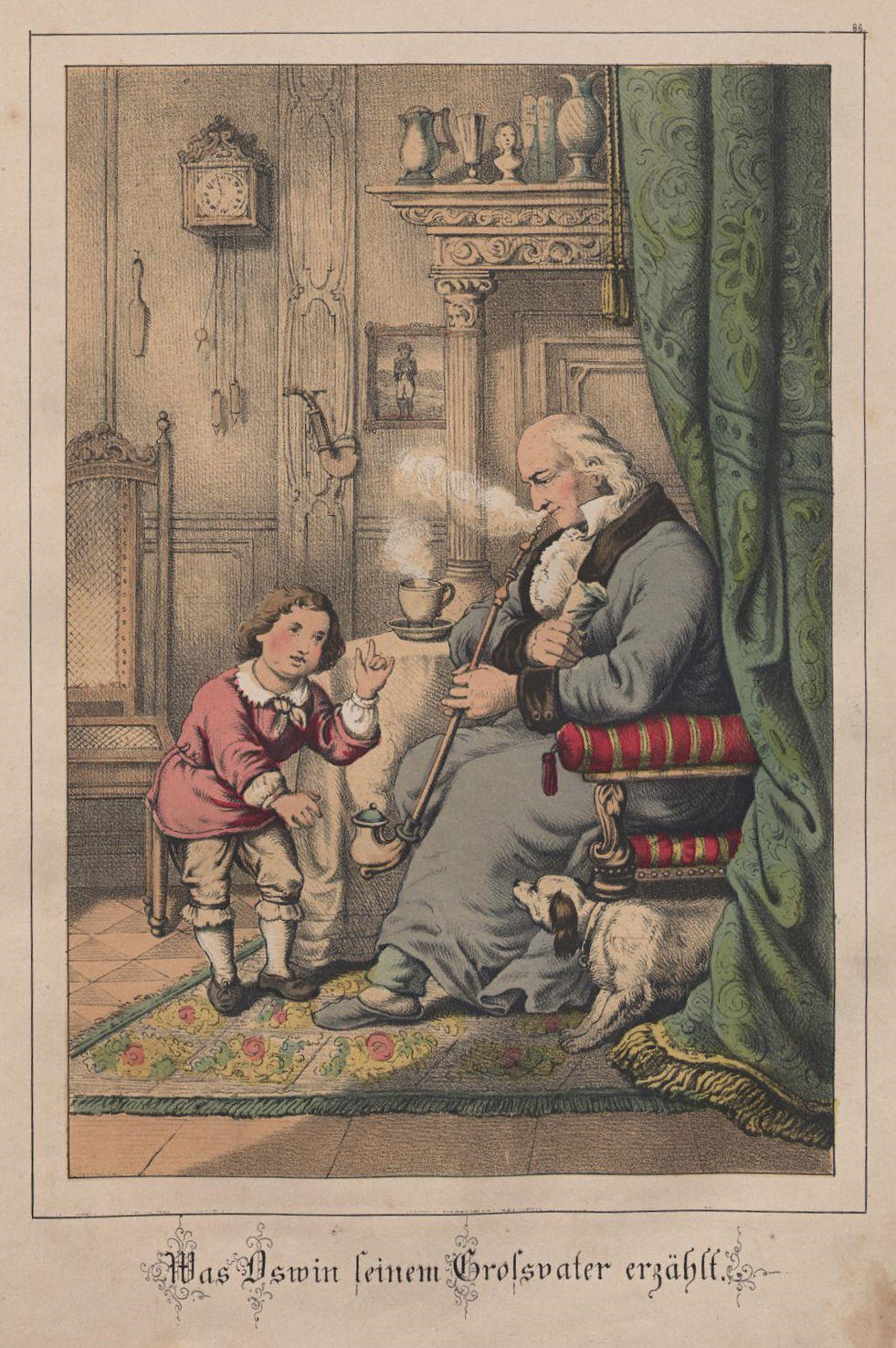
Was Oswin seinem Großvater erzählt (Illustration von Gustav Süs zu Franz Wiedemanns Geschichten, wie sie Kinder gern haben, Dresden 1860)
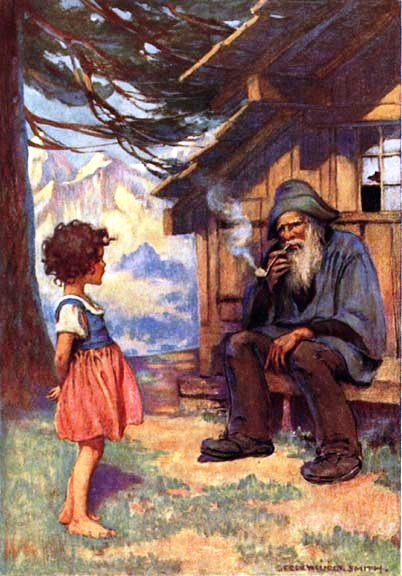
Heidi und ihr Großvater (Illustration von Jessie Willcox Smith um 1922 zum Roman Heidi von Johanna Spyri)
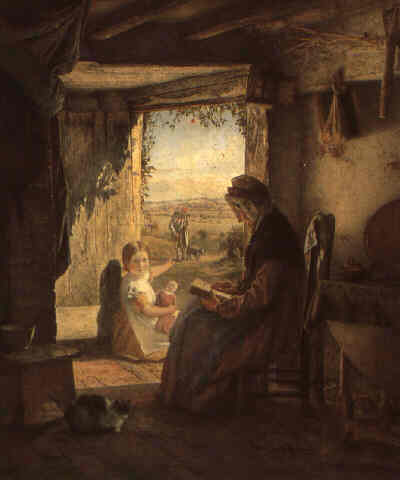
Grandfather’s Return („Großvaters Rückkehr“, Ölgemälde des englischen Genremalers George Hardy, Ende 19. Jahrhundert)
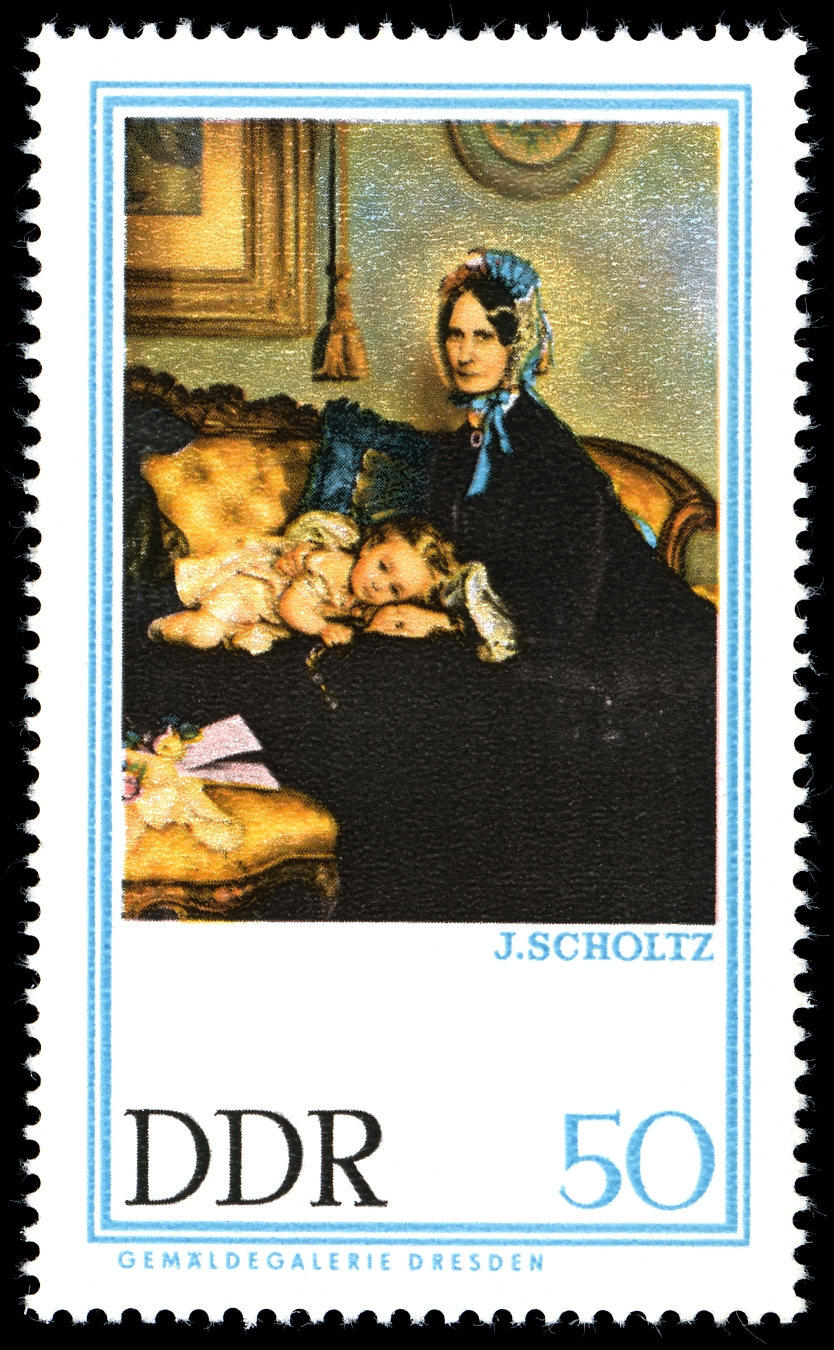
Großmutter und Enkelin (Gemälde von Julius Scholtz 1863; als 50 Pf-Sondermarke der DDR-Post 1967)

Großeltern in der Literatur
Zahlreiche Märchen und literarische Arbeiten befassen sich mit den Beziehungen zwischen Großmutter oder Großvater und Enkeln, bekannte Beispiele:
- Heidi von Johanna Spyri
- Rotkäppchen, Märchen der Brüder Grimm
- Der alte Großvater und der Enkel, Märchen der Brüder Grimm
- Peter und der Wolf, musikalisches Märchen von Sergej Prokofjew

In der Erzählung Meine Zeit ist die Nacht der russischen Schriftstellerin Ljudmila Petruschewskaja von 1990 wird mit bitterer Ironie eine Dichterin-Großmutter namens Anna Andrianowna als Erzählerin porträtiert – stark abweichend von einer herkömmlich verklärenden Darstellung der russischen babuschka. Unter anderem wird die als russische Allmutter mythisierte Anna Achmatowa persifliert. Selbst wenn Petruschewskaja die Erzählerin als verrückt und sadistisch darstellt, ist dies als Bestandteil der Intention der Autorin aufzufassen, das Augenmerk darauf zu lenken, in welcher Situation sich viele Großmütter in Russland tatsächlich befinden, vor allem angesichts der Mythisierung ihrer Rolle. Die Autorin ist hier keineswegs unsolidarisch, sondern thematisiert in drastischer Weise die Gewaltförmigkeit des Einflusses von Geschichten, wie sie allgemein über Großmütter kursieren, so die Interpretation von Connor Doak in einem Beitrag von 2011.